# Łukowiec (województwo kujawsko-pomorskie)
Łukowiec – wieś w Polsce, położona w województwie kujawsko-pomorskim, w powiecie bydgoskim, w gminie Sicienko.

## Podział administracyjny
W latach 1954–1959 wieś należała i była siedzibą władz gromady Łukowiec, po jej zniesieniu w gromadzie Wierzchucin Królewski. W latach 1975–1998 miejscowość administracyjnie należała do województwa bydgoskiego.

## Demografia
Według Narodowego Spisu Powszechnego (III 2015 r.) miejscowość liczyła 234 mieszkańców. Jest szesnastą co do wielkości miejscowością gminy Sicienko.

## Obiekty zabytkowe
Na terenie wsi funkcjonował kościół ewangelicki i zlokalizowany jest nieczynny cmentarz ewangelicki.